# Тернер (стадіон)
31°16′23″ пн. ш. 34°46′45″ сх. д. / 31.27306° пн. ш. 34.77917° сх. д.
Стадіон Тернер (івр. אצטדיון טרנר), офіційна назва Yaakov Turner Toto Stadium Be'er Sheva — футбольний стадіон у місті Беер-Шева, Ізраїль. Це домашній стадіон клубу Хапоель Беер-Шева. Названий на честь колишнього мера Беер-Шеви Якова Тернера. Стадіон також обслуговує збірну Ізраїлю з футболу для окремих домашніх матчів.

## Історія
Стадіон розрахований на 16 126 місць, південна трибуна названа на честь Артура Васерміля, на честь якого був названий попередній стадіон клубу «Васерміл», і є частиною спортивного комплексу, який також включає багатофункціональну «Конч Арену» на 3000 місць, тренувальний майданчик і плавальний басейн.
Стадіон, розташований на північній стороні Беер-Шеви, відкрився на початку сезону 2015—2016 років, коли клуб продав рекордні 12 000 абонементів. Однак, оскільки він не був готовий до початку сезону, «Хапоель» був змушений провести свій перший домашній матч на стадіоні «Тедді» в Єрусалимі. Перший матч на цьому майданчику був зіграний 21 вересня 2015 року, внічию 0:0 проти «Маккабі» (Хайфа).
Перший гол на стадіоні був забитий на 4-й хвилині матчу «Хапоель» (Беер-Шева) — «Маккабі» (Петах-Тіква) 3 жовтня 2015 року нападником господарів поля Ентоні Нвакаеме. Цей матч закінчився з рахунком 5:2 на користь господарів поля.
Перший міжнародний матч на стадіоні в рамках Ліги Чемпіонів УЄФА (відбірковий раунд) відбувся 12 липня 2016 року. «Хапоель» (Беер-Шева) приймав клуб «Шериф» із Молдови, Тирасполь, і переміг із рахунком 3:2.
Сезон відкриття стадіону 2015/16 став переможним для домашньої команди «Хапоель» (Беер-Шева), що стала чемпіоном Ізраїлю. У Чемпіонаті та Кубку країни команда тут не програла жодного матчу. Лише в Кубку Тото, третьому за значущістю турнірі, був зафіксований програш по пенальті.
Майже у всіх матчах стадіон заповнювався більш ніж на 90 відсотків.
Першої поразки на стадіоні господарі поля зазнали 9 серпня 2016 року від команди «Ашдод» 0:1 у рамках розіграшу Кубка Тото (груповий етап), причому цей матч для беер-шевців нічого не вирішував, вони достроково завоювали путівку в наступний етап турніру.
Перший матч національної збірною Ізраїлю з футболу було зіграно 14 жовтня 2018 року. Ізраїль приймав збірну Албанії з футболу в матчі Ліги націй УЄФА сезону 2018—2019 і виграв матч з рахунком 2:0.
2 серпня 2020 року муніципалітет Беер-Шеви визнав стадіон небезпечною будівлею через структурні проблеми та закрив. 3 серпня 2020 року було виявлено, що структурні проблеми включали тріщини в опорних балках і ослаблені болти. Муніципалітет оголосив, що подасть до суду на будівельну компанію та заявив, що зніме дах стадіону.
У результаті «Хапоель» Беер-Шеви проводив домашні ігри на початку сезону 2020/2021 на стадіоні «Тедді».
25 січня 2021 року Хапоель Беер-Шева повернувся, щоб грати домашні ігри на стадіоні, однак ремонт продовжувався.

## Міжнародні матчі
| Дата             |         | Результат |                    | Турнір                  | Відвідуваність |
| ---------------- | ------- | --------- | ------------------ | ----------------------- | -------------- |
| 14 жовтня 2018 р | Ізраїль | 2–0       | Албанія            | Ліга націй УЄФА 2018–19 | 14 950         |
| 5 вересня 2019 р | Ізраїль | 1–1       | Північна Македонія | Кваліфікація Євро-2020  | 15 200         |
| 15 жовтня 2019 р | Ізраїль | 3–1       | Латвія             | Кваліфікація Євро-2020  | 9 150          |
| 12 жовтня 2021 р | Ізраїль | 2–1       | Молдова            | Кваліфікація ЧС-2022    | 9 000          |

## Галерея

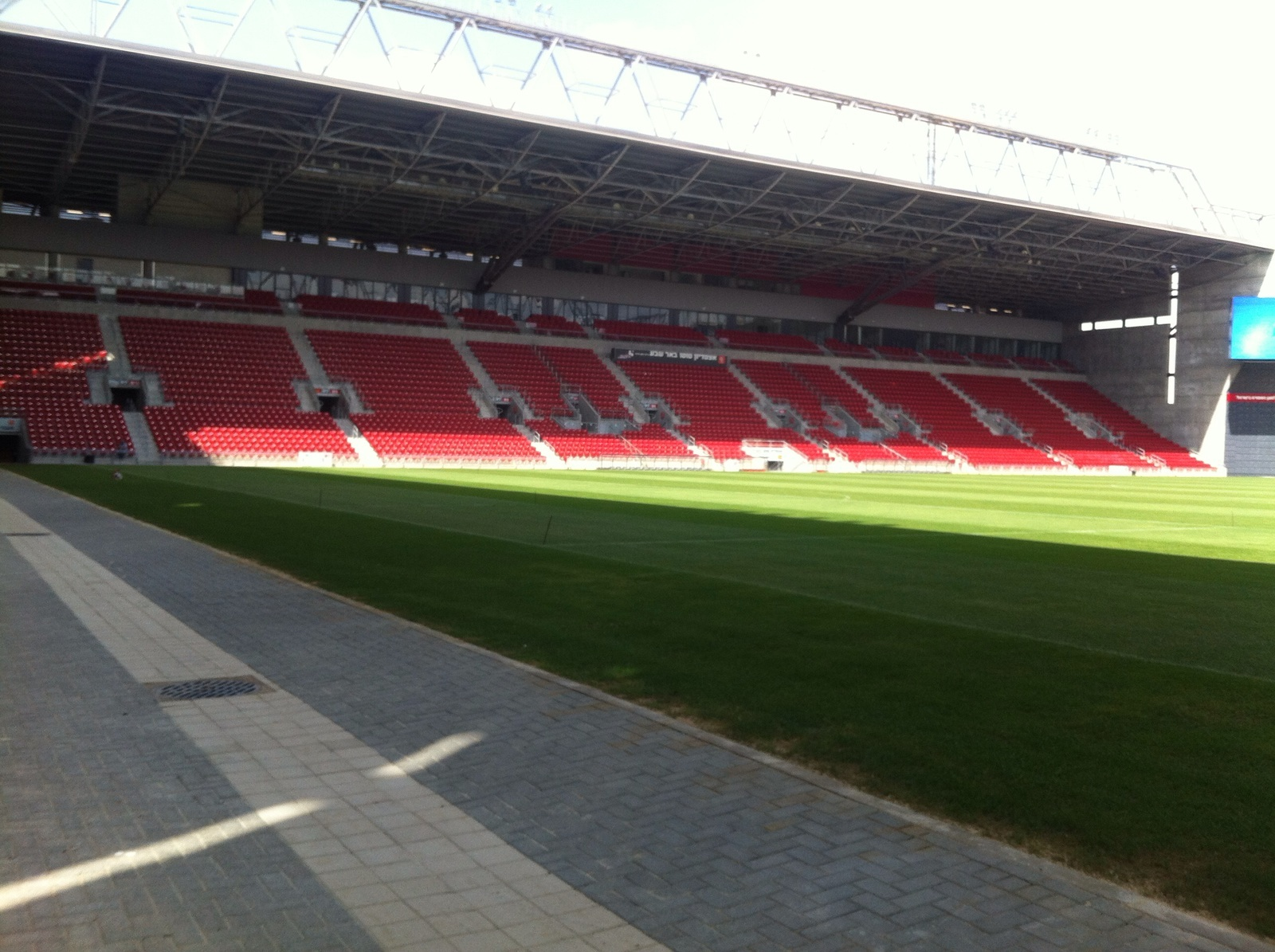
Стадіон «Тернер» у Беер-Шеві. Новітній стадіон збірної Ізраїлю з футболу
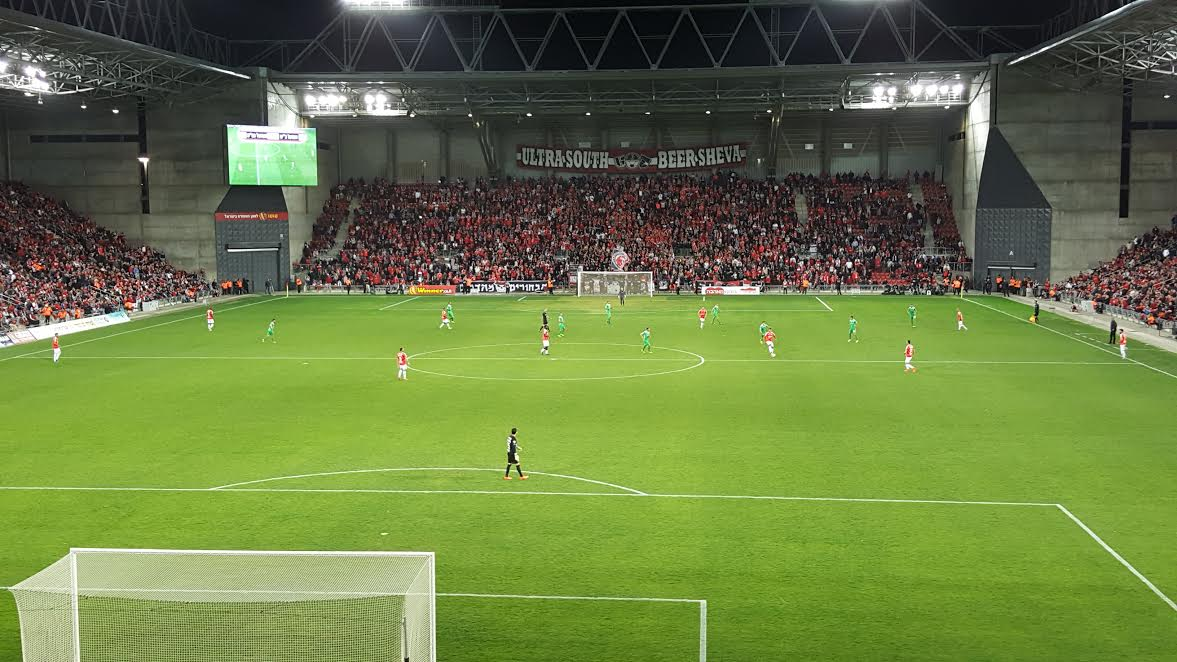
Хапоель Беер-Шева під час матчу
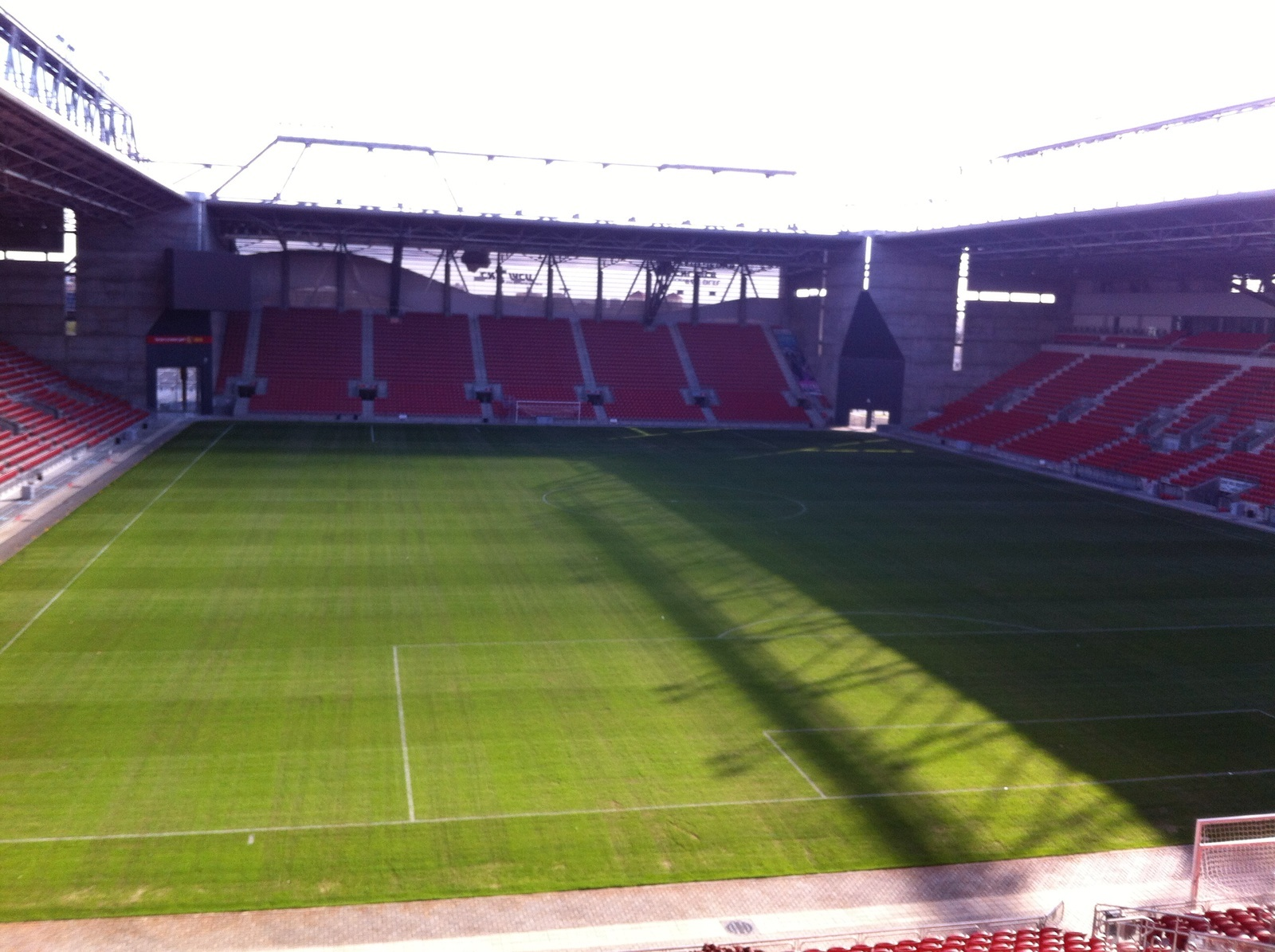
Стадіон «Тернер» у місті Беер-Шева, Ізраїль